# Топовска завршница (ТВ филм)
„Топовска завршница” је југословенски ТВ филм из 1977. године. Режирао га је Србољуб Станковић а сценарио је написао Александар Поповић.

## Улоге
| Глумац                | Улога |
| --------------------- | ----- |
| Милутин Бутковић      |       |
| Милена Дравић         |       |
| Петар Краљ            |       |
| Данило Бата Стојковић |       |